# Cinquefrondi
Cinquefrondi – miejscowość i gmina we Włoszech, w regionie Kalabria, w prowincji Reggio Calabria.
Według danych na rok 2004 gminę zamieszkiwało 6446 osób, 222,3 os./km².